# 吴蔚云
吴蔚云（1907年—2003年），男，江苏吴县人，中国电影摄影艺术家，上海电影制片厂摄影师。代表作有《白毛女》、《桃李劫》等。